# Parques Polanco

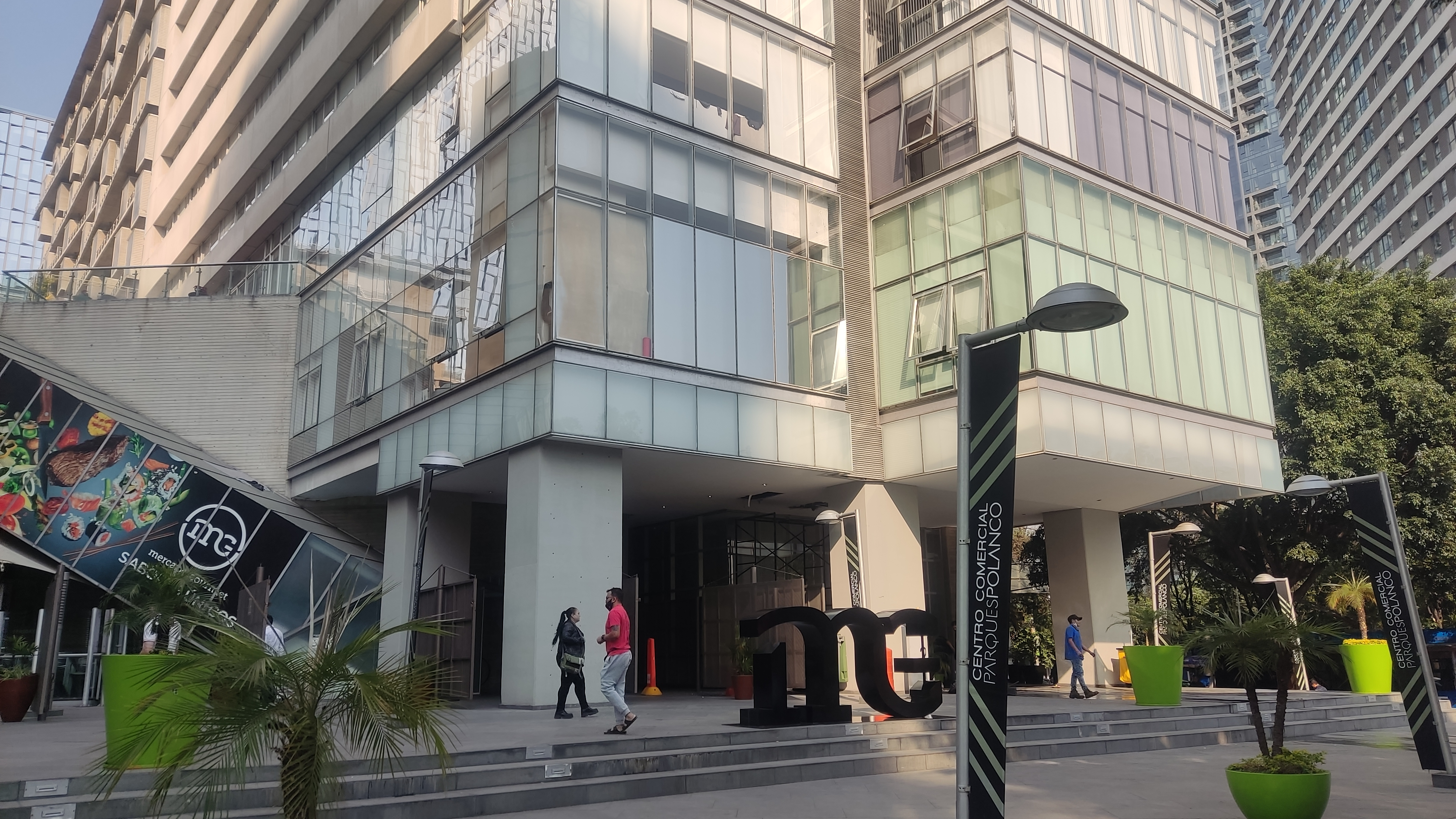
Acceso principal Parques Polanco.

Parques Polanco es un desarrollo de uso mixto de 16.924 m² en la Ciudad de México ubicado en la calle de Lago Alberto no. 320, Colonia Anáhuac en el nuevo distrito de negocios y residencial Nuevo Polanco. Se construyó en el sitio de Fábricas Automex ("Lago Alberto Assembly") una fábrica de automóviles de Chrysler. El desarrollo incluye:
- en Fase I, 5 torres de departamentos diseñadas por Higuera + Sánchez, A5 Arquitectura, Ten Arquitectos y KMD México
- en Fase II, dos torres diseñadas por Edmonds Internacional.
- en Fase III y IV dos torres diseñadas por Arditti Arquitectos
- área comercial con bancos, restaurantes, tiendas y un gimnasio Sport City
- un parque central diseñado por Kees Van Rooij, ganador del premio AMDI de 2010 award en la categoría de arquitectura de paisaje[4]
- con 32 pisos, el Centro de Operaciones de BBVA México[5][6]

El desarrollo recibió el premio de segundo lugar en la XVIII edición del "Premio Obras Cemex" en la categoría "'Comercial y de Usos Mixtos".